# テオドール・ヴァイゲル
テオドール（テオ）・ヴァイゲル（Theodor "Theo" Waigel, 1939年4月22日 - ）はドイツの政治家。キリスト教社会同盟 (CSU) 所属。CSU党首、ヘルムート・コール内閣での連邦財務相（1989年‐1998年）を歴任した。名前は「ワイゲル」と表記されることもある。

## 略歴
- 1939年4月22日　バイエルン州オーバーローアー（ドイツ語版）で生まれる。
- 1959年　ミュンヘン大学に入学。法学と政治学を専攻。のちヴュルツブルク大学に転じる。
- 1961年　キリスト教社会同盟青年郡支部長に就任（〜1971年）
- 1963年　第一次法曹試験合格。
- 1967年　第二次法曹試験（国家司法試験）合格。法学博士号を取得。ミュンヘン地方裁判所判事補
- 1969年　バイエルン州大蔵省次官秘書官（〜1970年）
- 1970年　バイエルン州経済交通大臣秘書官（〜1972年）。CSU代表委員。
- 1971年　党の青年団組織「ユンゲ・ウニオン」(Junge Union) のバイエルン州代表（〜1975年）
- 1972年　ドイツ連邦議会議員に初当選。
- 1973年　CSU党政策委員（〜1988年）
- 1978年　党連邦議会議員団財政委員長（〜1980年）
- 1980年12月　党議員団経済政策会議代表（〜1982年10月）
- 1982年10月　CSU院内総務及び第一副党首（〜1988年）
- 1983年　CSU執行部入り。
- 1987年　シュヴァーベン地区党代表（〜1988年）
- 1988年11月　フランツ・ヨーゼフ・シュトラウス党首の急死に伴い、CSU党首に就任（〜1999年）
- 1989年4月　ヘルムート・コール内閣の改造に伴い、指名を受けて第三次コール内閣の連邦財務大臣に就任。
- 1995年12月　欧州理事会で欧州単一通貨をユーロと呼称することを提案。
- 1998年10月26日　総選挙の敗北に伴うコール内閣の退陣により、財務相を離職。
- 1999年1月　総選挙敗北の責任をとり党首を辞任、エドムント・シュトイバー州首相に引き継ぐ。
- 2002年9月　連邦議会選挙に出馬せず、政界引退。

以後は不動産コンサルティング会社の監査役などを務めている。2009年1月から4年間、アメリカ合衆国司法省の委託を受け、シーメンス社の反不正担当役員（コンプライアンス・モニター）に就任。同じく証券取引委員会監査役を務める。かつてのドイツと欧州連合に対する貢献を評価され、2009年7月にCSU名誉党首に就任した。

## 家族
先妻との間に二児、1994年に再婚した元スキー選手の現夫人との間に一男がある。